# Schulenburg
Schulenburg é uma cidade localizada no estado norte-americano do Texas, no Condado de Fayette.

## Demografia
Segundo o censo norte-americano de 2000, a sua população era de 2699 habitantes.
Em 2006, foi estimada uma população de 2713, um aumento de 14 (0.5%).

## Geografia
De acordo com o United States Census Bureau tem uma área de
6,3 km², dos quais 6,3 km² cobertos por terra e 0,0 km² cobertos por água. Schulenburg localiza-se a aproximadamente 112 m acima do nível do mar.

## Localidades na vizinhança
O diagrama seguinte representa as localidades num raio de 28 km ao redor de Schulenburg.